# Slipstream (Marvel Comics)
Slipstream, il cui vero nome è Davis "Davey" Cameron, è un personaggio dei fumetti creato da Chris Claremont (testi) e Salvador Larroca (disegni) nel 2001. Come Davis è apparso per la prima volta in X-Treme X-Men n. 6, come Slipstream in X-Treme X-Men n. 11.
Davis è un mutante, con il potere di teletrasportare sé stesso ed altri anche per grandi distanze tramite l'apertura di varchi energetici. Infatuato di Tempesta fece brevemente parte, insieme alla sorella Lifeguard, della squadra creata per recuperare i Diari di Destiny, gli X-Treme X-Men.

## Biografia del personaggio

### X-Treme X-Men
Davis Cameron era un surfista che viveva con la sorella guarda-spiaggia Heather nel Surfers Paradise, in Australia. Alla morte del signore del crimine australiano conosciuto come il Viceré, si venne a scoprire che i due erano suoi figli illegittimi e divennero bersaglio dei criminali che aspiravano a prendere la posizione di comando. Dopo l'intervento di Tempesta e Neal Shaara (il nuovo Thunderbird), Heather rivelò di essere una mutante con la capacità di adattarsi ad ogni situazione per tutelare la propria vita o salvare qualcuno nelle vicinanze. Dopo il loro salvataggio, lei e Davis si unirono agli X-Treme X-Men ed il ragazzo instaurò una certa complicità con Tempesta.
Quando Heather venne rapita insieme a Gambit da Shaitan, servitore del conquistatore interdimensionale Khan, per ritrovarli Sage alterò la struttura genetica di Davis in modo da risvegliare i suoi poteri latenti. Davis divenne così un membro effettivo del team con il nome di Slipstream, capace di teletrasportare sé stesso e gli altri in tutto il globo. Durante la guerra contro Khan sull'isola di Madripoor, Slipstream, dopo un'iniziale euforia, rimase sconvolto dalla nuova vita in cui era suo malgrado piombato. In più, non riuscendo a sopportare l'aspetto alieno della sorella (che aveva nel frattempo mostrato tracce di un retaggio Shi'ar), decise di lasciare la squadra al termine dell'avventura.

## Altre versioni

### The End
Nella saga ambientata nel futuro X-Men: The End (libro secondo: Eroi e Martiri), viene rivelato che Slipstream è diventato un segugio cerca-mutanti e fa parte dei Marauder di Sinistro.

## Poteri e abilità
Il principale potere di Slipstream è quello di riuscire a teletrasportare sé stesso e altri, tramite l'apertura di varchi energetici, che attraversa viaggiando sopra una specie di corta tavola da surf. Slipstream possiede inoltre l'abilità di riuscire a captare la traccia energetica rilasciata da qualsiasi individuo e grazie al suo potere di teletrasporto, di saperlo raggiungere in qualsiasi luogo si trovi.